# 戴祖亿
戴祖亿（英語：Tai Choo Yee，简称TCY，自称Uncle/Apek，1990年6月8日—）或别名阿戴，马来西亚YouTuber，祖籍福建省福州府古田县，CarPlus创办人，马来西亚汽车市场观察员，媒体人。戴祖亿於2019年創辦YouTube頻道。內容主要是试驾和点评汽车。截止2022年7月，訂閱數超過十九萬五千。他是TopGear马新中文前任主编和新闻记者和网媒Jbwalkers前任负责人。

## 记者事业
2016年2月26日，Jbtalks及Jbwalkers与新山中华公会合作首创通过网络直播“柔佛古庙众神夜游”现场盛况。
2016年12月25日，戴祖亿抵达他的祖籍地中国福建省厦门探索家族历史。

### 进入YouTube
2019年7月10日，戴祖亿转投网络媒体并创办YouTube频道。
2020年7月10日，他辞去TopGear马新中文前任主编一职。同年8月10日，他创立了汽车媒体公司CarPlus.my。
在Facebook上用Uncle或Apek称呼自己。

## 家庭
- 哥哥：戴祖雄 - 在台湾发展的马来西亚艺人

## 生平

### 在柔佛生活
在戴祖亿2岁时，他跟随父母亲搬到柔佛新山定居，并在新山完成中小学教育。

### 加入國陣
2018年7月23日，戴祖亿加入了由范清渊少将领导的国阵之友政党爱国党，并成为范清渊的徒弟。
2019年7月11日，戴祖亿退出爱国党，加入同样在国阵的马华公会。2021年7月10日，受委马华公会柔佛州联委会发言人。
2021年8月3日，国阵通讯主任拿督斯里三苏安努亚委任戴祖亿为国阵柔佛州通讯主任（Ketua Komunikasi Barisan Nasional Negeri Johor）。

## 争议

### 马华柔佛州联委会争议言论
2025年1月26日，马华柔佛州联委会在面子书发布疑似挑衅言论而被塌方，相关帖子被删除。1月28日，马华柔佛州联委会在面子书针对此贴文道歉，指这是面子书的管理员的个人行为，撇清关系。然而，很多网民去出征马华各级领袖的面子书，包括州联委会发言人戴祖亿。

### 确诊新冠肺炎
戴祖亿在他的脸书专页透露他全家确诊新冠肺炎，YouTuber伟鸿在贴文留言区留言祝福。

## 作品

### 歌曲
戴祖亿找来了南方唱片机构的制作人石国人为他制作了专辑《伤心的地图》，并套用戴祖亿拍摄的影片为音乐视频。